# Communauté de communes Cœur de Lozère
La communauté de communes Cœur de Lozère est une communauté de communes française, située dans le département de la Lozère et la région Occitanie.

## Historique
À sa création, en 2001, la communauté de communes prend le nom de Communauté de communes de la Haute Vallée d'Olt et rassemble quatre communes. En 2009, elle change de nom et adopte celui de Communauté de communes Cœur de Lozère.
Le schéma départemental de coopération intercommunale, arrêté par le préfet de la Lozère le 29 mars 2016, prévoit la fusion de la communauté de communes Cœur de Lozère avec une partie de la communauté de communes du Pays de Chanac (Barjac) et une partie de la communauté de communes du Valdonnez (Balsièges et Saint-Bauzile) à partir du 1er janvier 2017.
Le 31 décembre 2016, la communauté de communes étend son périmètre à la commune de Barjac et le 1er janvier 2017, aux communes de Balsièges et Saint-Bauzile.

## Territoire communautaire

### Géographie
Elle est située dans la haute vallée du Lot, entre la Margeride, au nord, et au sud, le Causse de Sauveterre et le Mont Lozère.

### Composition
La communauté de communes est composée des 7 communes suivantes :

| Nom           | Code Insee | Gentilé      | Superficie (km2) | Population (dernière pop. légale) | Densité (hab./km2) |
| ------------- | ---------- | ------------ | ---------------- | --------------------------------- | ------------------ |
| Mende (siège) | 48095      | Mendois      | 36,56            | 12 322 (2022)                     | 337                |
| Badaroux      | 48013      | Badarousiens | 20,72            | 960 (2022)                        | 46                 |
| Balsièges     | 48016      | Balsiégeois  | 32,88            | 587 (2022)                        | 18                 |
| Barjac        | 48018      | Barjacois    | 29,92            | 791 (2022)                        | 26                 |
| Le Born       | 48029      | Borniquels   | 30,21            | 156 (2022)                        | 5,2                |
| Pelouse       | 48111      | Pelousiens   | 32,98            | 229 (2022)                        | 6,9                |
| Saint-Bauzile | 48137      | Bauziliens   | 29,33            | 590 (2022)                        | 20                 |

### Démographie
| 1968   | 1975   | 1982   | 1990   | 1999   | 2010   | 2015   | 2021   |
| ------ | ------ | ------ | ------ | ------ | ------ | ------ | ------ |
| 11 529 | 12 480 | 13 277 | 13 922 | 14 562 | 15 208 | 14 902 | 15 632 |

## Administration

### Siège
Le siège de la communauté de communes est situé à Mende.

### Les élus
À la suite du renouvellement des conseils municipaux, en mars 2020, le conseil communautaire de la communauté de communes Cœur de Lozère se compose de 28 conseillers élus pour une durée de six ans.
Ils sont répartis comme suit :
| Nombre de conseillers | Communes              |
| --------------------- | --------------------- |
| 14                    | Mende                 |
| 4                     | Badaroux              |
| 3                     | Barjac, Saint-Bauzile |
| 2                     | Balsièges             |
| 1 (+ 1 suppléant)     | Le Born, Pelouse      |

### Présidence
| Période                                  | Période                       | Identité            | Étiquette | Qualité                      |
| ---------------------------------------- | ----------------------------- | ------------------- | --------- | ---------------------------- |
| Les données manquantes sont à compléter. |                               |                     |           |                              |
| 2001                                     | 2008                          | Jean-Jacques Delmas | UDF       | Maire de Mende (1983 → 2008) |
| 2008                                     | 19 mai 2016                   | Alain Bertrand      | PS        | Maire de Mende (2008 → 2016) |
| 19 mai 2016                              | En cours (au 24 juillet 2020) | Laurent Suau,       | PS        | Maire de Mende (2016 → )     |

### Compétences
La communauté exerce sept domaines de compétences qui lui sont déléguées par les communes. Ces domaines sont les suivants :
- Attractivité économique et touristique
- Aménagement de l’espace Cœur de Lozère
- Une quinzaine d’équipements sportifs
- Une offre de logements sociaux
- Gestion des déchets, pour la planète
- Vers de nouvelles voies
- Service d’incendie et de secours

### Régime fiscal et budget
Le régime fiscal de la communauté de communes est la fiscalité professionnelle unique (FPU).

## Projets et réalisations

### Réalisations
- Cinq Zones d’Activité Economique[11]
- L’Office de Tourisme intercommunal Mende Cœur de Lozère

### Projets
- Un nouveau Parc régional à Badaroux[11]

## Pour approfondir